# Susan Michie
Susan Fiona Dorinthea Michie (né le 19 juin 1955) est un universitaire britannique, psychologue clinicienne et professeure de psychologie de la santé, directrice du Centre pour le changement de comportement et cheffe du groupe de recherche en psychologie de la santé, tous à l'University College de Londres. Elle est également conseillère auprès du gouvernement britannique via le groupe consultatif SAGE, sur les questions relatives au respect des comportements avec les réglementations gouvernementales pendant la pandémie de COVID-19. En 2022, elle est nommée présidente du groupe consultatif technique de l’Organisation mondiale de la santé (OMS) sur les connaissances et les sciences comportementales pour la santé.

## Jeunesse
Née à St Pancras, Londres, Michie est la fille de la biologiste Anne McLaren et de l'informaticien Donald Michie, et la sœur de l'économiste Jonathan Michie,.
Elle obtient une licence en psychologie expérimentale de l'University College d'Oxford en 1976, un MPhil en psychologie clinique de l'Institute of Psychiatry en 1978 et un DPhil en psychologie du développement de l'University College d'Oxford en 1982. Elle est psychologue clinicienne agréée et psychologue de la santé agréée, et membre de la British Psychological Society.

## Carrière
En tant que psychologue clinicienne, elle travaille avec des adultes et des familles sur des sujets couvrant les soins prénatals, le conseil génétique et le stress professionnel. Ses recherches portent ensuite sur la conception et l’évaluation de méthodes de changement de comportement, notamment en relation avec le bien-être et l’amélioration de la santé.
Elle travaille comme psychologue clinicienne auprès des enfants et des familles au Royal Free Hospital de Londres. En 1989, elle rejoint l'unité de psychologie de la santé de la Royal Free School of Medicine en tant que chercheuse principale en psychologie clinique de la santé. Elle développe un service de psychologie pour le personnel, un service de conseil organisationnel pour les managers. Ses recherches portent sur les domaines des soins prénatals et du dépistage, ainsi que sur le stress professionnel chez le personnel et les étudiants du secteur de la santé,,.
En 1993, Michie rejoint le groupe de recherche en psychologie et génétique du King's College de Londres, où elle mène des recherches sur le processus et les résultats du conseil génétique, les attitudes du public et des professionnels à l'égard des tests génétiques, le choix éclairé et la prise de décision concernant le dépistage prénatal et les tests génétiques, et l'impact psychologique des tests génétiques prédictifs. Elle poursuit son travail clinique, ses activités de conseil et ses recherches à temps partiel à l'unité de santé et de sécurité au travail du Royal Free Hospital.
En 2002, Michie rejoint le département de psychologie de l'University College de Londres (UCL), où elle est professeure de psychologie de la santé. Elle est directrice du Centre pour le changement de comportement de l'UCL et de son groupe de recherche en psychologie de la santé.
Ses recherches actuelles portent sur le développement de méthodologies pour la conception et l’évaluation d’interventions fondées sur la théorie visant à modifier le comportement, ainsi que l’avancement des connaissances scientifiques et des applications des interventions visant à modifier le comportement. Elle dirige le projet Human Behaviour-Change financé par le Wellcome Trust,.
Michie est présidente de la Société européenne de psychologie de la santé et présidente de la division de psychologie de la santé de la Société britannique de psychologie.
En juillet 2022, Michie est nommée présidente du groupe consultatif comportemental de l’OMS. Elle conseille l’OMS sur la manière d’accroître l’adhésion aux campagnes de vaccination et sur d’autres initiatives qui influencent la politique nationale de santé.
Michie est élue membre de la British Psychological Society en 2001, de l'Académie des sciences sociales en 2010, de l'Académie des sciences médicales en 2017, de la British Academy en 2021.
En 2019, Michie est nommée lauréate du Lifetime Achievement Award du British Psychological Society Research Board pour son travail de premier plan mondial visant à créer un langage cohérent de changement de comportement.
En 2009, Michie devient membre du Groupe consultatif scientifique pour les urgences (SAGE) et anime son sous-groupe, le groupe scientifique sur le comportement en cas de pandémie de grippe. En 2020, elle est membre du groupe Scientific Pandemic Insights on Behaviour (SPI-B) du COVID-19 SAGE. Elle siège également au comité indépendant SAGE, présidé par David King (chimiste) (en).
Michie intervient fréquemment dans les médias d'information nationaux pendant la pandémie de COVID-19 en tant qu'expert en changement de comportement,,,, notamment en mai 2020 lorsqu'un conseiller du gouvernement quitte la ville et a ainsi enfreint les règles du gouvernement concernant la COVID-19.

## Vie privée
Michie est mariée de 1981 à 1997 au responsable syndical Andrew Murray (syndicaliste) et a trois enfants.
Elle épouse le psychologue Robert West, professeur émérite à l'University College de Londres en 2009.
Michie est membre du Parti communiste britannique, et est également membre de son prédécesseur, le Parti communiste de Grande-Bretagne. En mars 2018, elle prend la parole lors d'une réunion publique en déclarant que les communistes devraient « travailler à plein régime » pour l'élection de Jeremy Corbyn au poste de Premier ministre,. Elle fait un don de 14 000 £ au Parti travailliste sous la direction de Corbyn,.